# Martina Cavallero
Martina Cavallero (Morón, 7 mei 1990) is een Argentijns hockeyster die uitkomt in de aanval. Ze nam eenmaal deel aan de Olympische Zomerspelen en behaalde hierbij een zilveren medaille.
Cavallero debuteerde in 2010 in de Argentijnse hockeyploeg en werd geselecteerd voor de Argentijnse olympische selectie voor de Olympische Zomerspelen 2012. In 2012, op de Olympische Spelen in Londen, was Nederland te sterk in de strijd om de olympische titel. Argentinië slaagde erin om de finale te bereiken, maar daarin werd er met 2-0 verloren van Nederland. Ze won drie keer de Champions Trophy, in 2012, 2014 en 2016.

## Erelijst
- 2012 –  Champions Trophy te Rosarío (Arg)
- 2012 –  Olympische Spelen te Londen (Eng)
- 2014 –  WK hockey te Deen Haag (Ned)
- 2014 –  Champions Trophy te Mendoza (Arg)
- 2015 –  Pan-Amerikaanse Spelen te Toronto (Can)
- 2015 –  Hockey World League te Rosario (Arg)
- 2016 –  Champions Trophy te Londen (Eng)
- 2018 –  Champions Trophy te Changzhou (Chn)